# Aletopus imperialis
Aletopus imperialis là một loài bướm đêm trong họ Noctuidae.